# Шилдорф
Шилдорф (њем. Schülldorf) општина је у њемачкој савезној држави Шлезвиг-Холштајн. Једно је од 165 општинских средишта округа Рендсбург. Према процјени из 2010. у општини је живјело 575 становника. Посједује регионалну шифру (AGS) 1058146.

## Географски и демографски подаци
Шилдорф се налази у савезној држави Шлезвиг-Холштајн у округу Рендсбург. Општина се налази на надморској висини од 10 метара. Површина општине износи 13,0 km². У самом мјесту је, према процјени из 2010. године, живјело 575 становника. Просјечна густина становништва износи 44 становника/km².